# Manaquí de coroneta cerúlia
El manaquí de coroneta cerúlia (Lepidothrix coeruleocapilla) és un ocell de la família dels píprids (Pipridae).

## Hàbitat i distribució
Habita la selva pluvial dels Andes al centre i est del Perú.